# Dmytriwka (Butscha)
Dmytriwka (ukrainisch Дмитрівка; russisch Дмитровка Dmitrowka) ist ein Dorf im Zentrum der ukrainischen Oblast Kiew mit etwa 2000 Einwohnern.

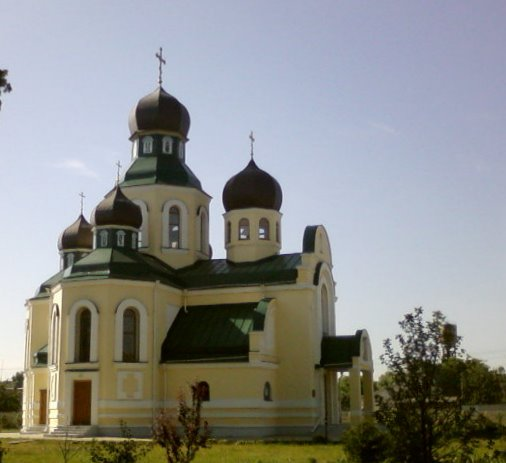
Kirche im Ort

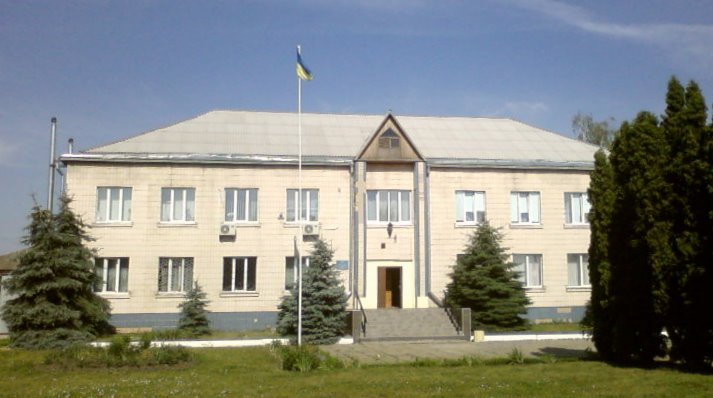
Verwaltungssitz im Ort

Das Dorf entstand um 1900 und liegt nördlich der Fernstraße M 06/Europastraße 40, 11 Kilometer südlich der Rajonshauptstadt Butscha und 24 Kilometer westlich der Oblasthauptstadt Kiew.

## Verwaltungsgliederung
Am 12. Juni 2020 wurde das Dorf zum Zentrum der neugegründeten Landgemeinde Dmytriwka (Дмитрівська сільська громада/Dmytriwska silska hromada). Zu dieser zählen auch die 13 in der untenstehenden Tabelle aufgelisteten Dörfer, bis dahin bildete es zusammen mit den Dörfern Kapitaniwka und Myla die gleichnamige Landratsgemeinde Dmytriwka (Дмитрівська сільська рада/Dmytriwska silska rada) im Nordwesten des Rajons Kiew-Swjatoschyn.
Am 17. Juli 2020 kam es im Zuge einer großen Rajonsreform zum Anschluss des Rajonsgebietes an den Rajon Butscha.
Folgende Orte sind neben dem Hauptort Dmytriwka Teil der Gemeinde:
| Name                     | Name        | Name                        |
| ukrainisch transkribiert | ukrainisch  | russisch                    |
| ------------------------ | ----------- | --------------------------- |
| Busowa                   | Бузова      | Бузовая (Busowaja)          |
| Butscha                  | Буча        | Буча                        |
| Chmilna                  | Хмільна     | Хмельная (Chmelnaja)        |
| Horbowytschi             | Горбовичі   | Горбовичи (Gorbowitschi)    |
| Huriwschtschyna          | Гурівщина   | Гуровщина (Gurowschtschina) |
| Kapitaniwka              | Капітанівка | Капитановка (Kapitanowka)   |
| Lisne                    | Лісне       | Лесное (Lesnoje)            |
| Ljubymiwka               | Любимівка   | Любимовка (Ljubimowka)      |
| Lytschanka               | Личанка     | Лычанка                     |
| Mrija                    | Мрія        | Мрия                        |
| Myla                     | Мила        | Милая (Milaja)              |
| Petruschky               | Петрушки    | Петрушки (Petruschki)       |
| Schpytky                 | Шпитьки     | Шпитьки (Schpitki)          |